# Unbreakable (album của Backstreet Boys)
Unbreakable là album phòng thu thứ sáu của Backstreet Boys (thứ năm ở Hoa Kỳ), được phát hành ngày 24 tháng 10 năm 2007 ở Nhật Bản và 30 tháng 10 ở Hoa Kỳ bởi hãng Jive Records. Đây là album đầu tiên thiếu vắng thành viên Kevin Richardson khi anh tuyên bố rời nhóm vào tháng 6 năm 2006 để theo đuổi những sở thích riêng.
Khác với những album trước của Backstreet Boys, album này không còn sự hợp tác của nhóm với hai nhà sản xuất Max Martin và Kristian Lundin.

## Thông tin
Tháng 7 năm 2007, có tin Backstreet Boys sẽ phát hành một album mới ngày 30 tháng 10 năm 2007 sau hai năm im lặng. Các tin đồn nói rằng tiêu đề của album sẽ là End to Beginning hay Motivation, cho đến khi Brian Littrell và A. J. McLean xác nhận ngày 13 tháng 8 năm 2007 tên album sẽ là Unbreakable. Các nhà sản xuất bao gồm Dan Muckala (người từng sản xuất hit "Incomplete") và Rob Wells.
Trong một cuộc phỏng vấn với INROCK magazine, Brian Littrell nói album sẽ có nhiều phong cách âm nhạc khác nhau, kết hợp giữa những âm hưởng cuối thập niên 1990 với pop rock guitar. Các thành viên trong nhóm đồng sáng tác 5 bài hát trong album này cùng với người bạn nhạc sĩ lâu năm Jeremy Carpenter (bao gồm "Intro"). Ca khúc kết thúc album, "Unsuspecting Sunday Afternoon", được cả bốn thành viên đồng sáng tác. Họ cùng cho rằng đây là ca khúc hay nhất trong album.
Ngày 20 tháng 10 năm 2007, các bài hát "Unmistakable" và "Something That I Already Know" đã được phát hành trên Promosquad và RateTheMusic. Ngày hôm sau, một đài phát thanh Nhật Bản đã leak đoạn intro của album cùng bài hát "Everything But Mine".

## Đĩa đơn
- "Inconsolable" là đĩa đơn đầu tiên từ album, đã phát hành ngày 20 tháng 10 năm 2007, tuy nhiên nó được phát trên radio Hoa Kỳ trước đó, ngày 27 tháng 8 năm 2007. Ca khúc được sáng tác và sản xuất bởi Emanuel Kiriakou, và đồng sáng tác bởi Lindy Robbins và Jess Cates.
- "Helpless When She Smiles" được coi là đĩa đơn thứ hai từ Unbreakable. Nó đã được phát trước đó trên radio WKSS ở Hartford, Connecticut. Video cho "Helpless When She Smiles" đã được đăng trên Yahoo! Music ngày 12 tháng 12 năm 2007.

## Doanh số
Album nhận được nhiều đánh giá tích cực từ giới phê bình, được đánh giá cao hơn album đánh dấu sự trở lại Never Gone trước đó. Tuy nhiên đây lại là album ít thành công nhất của nhóm. Tại Mỹ, album đạt được vị trí số 7, bán được khoảng 81.000 bản trong tuần đầu tiên. Tuy nhiên, doanh số nhanh chóng giảm. Trong tuần thứ hai, album rơi xuống #10 với 45.000 bản bán được, tuần thứ ba là #52 với 20.000 bản và tuần thứ tư là 78 với 5.000 bản. Tổng cộng, doanh số album ở Hoa Kỳ vào khoảng 151.000 bản.
Ở Nhật Bản, album tiêu thụ được 102.043 bản trong tuần đầu tiên và đạt vị trí #1 trên bảng xếp hạng Oricon. Nó đứng ở vị trí quán quân trong 1 tuần sau đó, đánh bại nhiều nghệ sĩ Nhật khác.
Album đạt được thành công vừa phải trên toàn thế giới, bán được trên 1,5 triệu bản, nhưng vẫn thua xa thành công của album trước Never Gone (trên 10 triệu bản).

## Danh sách bài hát
| STT | Nhan đề                           | Sáng tác                                                                                         | Nhà sản xuất             | Thời lượng |
| --- | --------------------------------- | ------------------------------------------------------------------------------------------------ | ------------------------ | ---------- |
| 1.  | "Intro"                           | Brian Littrell, A. J. McLean, Howie Dorough, Nick Carter, Dan Muckala                            | Dan Muckala              | 1:03       |
| 2.  | "Everything But Mine"             | Jess Cates, Dan Muckala, Lindy Robbins                                                           | Dan Muckala              | 4:09       |
| 3.  | "Inconsolable"                    | Jess Cates, SibeRya, Emanuel Kiriakou, Lindy Robbins                                             | Emanuel Kiriakou         | 3:37       |
| 4.  | "Something That I Already Know"   | Zukhan Bey, Kara Dioguardi, David Hodges, Mitch Allan                                            |                          | 3:29       |
| 5.  | "Helpless When She Smiles"        | Brett James, Christopher Lindsey, Aimee Mayo, Thomas Verges                                      | John Shanks              | 4:04       |
| 6.  | "Any Other Way"                   | Jess Cates, Dan Muckala, Lindy Robbins                                                           | Dan Muckala              | 3:26       |
| 7.  | "One in a Million"                | Brian Littrell, A. J. McLean, Howie Dorough, Nick Carter, Jess Cates, Dan Muckala, Lindy Robbins | Dan Muckala              | 3:35       |
| 8.  | "Panic"                           | Nick Carter, Howie Dorough, Brian Littrell, A.J. McLean, Billy Mann, Dan Muckala                 | Dan Muckala              | 2:55       |
| 9.  | "You Can Let Go"                  | Jess Cates, Dan Muckala, Lindy Robbins                                                           | Dan Muckala              | 3:35       |
| 10. | "Trouble Is"                      | D. Mescall, M. Sutton, P. Sheyne                                                                 | John Shanks              | 3:37       |
| 11. | "Treat Me Right"                  | A. J. McLean, JC Chasez, T. Feemster                                                             | Neff-U & JC Chasez       | 4:12       |
| 12. | "Love Will Keep You Up All Night" | Dave Schuler, Billy Mann, Brian Paturalski, Larry Gold                                           | Billy Mann               | 4:17       |
| 13. | "Unmistakable"                    | Adam Anders, Nikki Hassman, Dan Muckala                                                          | Dan Muckala, Adam Anders | 3:49       |
| 14. | "Unsuspecting Sunday Afternoon"   | Nick Carter, Howie Dorough, Brian Littrell, A.J. McLean, Billy Mann, Dan Muckala                 | Dan Muckala              | 3:24       |

| Deluxe Edition Bonus track | Deluxe Edition Bonus track | Deluxe Edition Bonus track                  | Deluxe Edition Bonus track | Deluxe Edition Bonus track |
| STT                        | Nhan đề                    | Sáng tác                                    | Nhà sản xuất               | Thời lượng                 |
| -------------------------- | -------------------------- | ------------------------------------------- | -------------------------- | -------------------------- |
| 15.                        | "Downpour"                 | Jess Cates, Emanuel Kiriakou, Lindy Robbins | Emanuel Kiriakou           | 3:24                       |
| 16.                        | "In Pieces"                | Jess Cates, Dan Muckala, Lindy Robbins      | Dan Muckala                | 3:45                       |
| 17.                        | "Nowhere to Go"            | Rob Wells, Jess Cates, Lindy Robbins        | Rob Wells                  | 2:52                       |
| 18.                        | "There's Us"               | Rob Wells, Christopher Ward                 | Rob Wells                  | 4:16                       |

| Asean Bonus track | Asean Bonus track                                   | Asean Bonus track                                           | Asean Bonus track | Asean Bonus track |
| STT               | Nhan đề                                             | Sáng tác                                                    | Nhà sản xuất      | Thời lượng        |
| ----------------- | --------------------------------------------------- | ----------------------------------------------------------- | ----------------- | ----------------- |
| 15.               | "Inconsolable [Jason Nevins Radio Mix]"             | Jess Cates, Emanuel Kiriakou, Lindy Robbins                 | Emanuel Kiriakou  | 3:37              |
| 16.               | "Helpless When She Smiles [Jason Nevins Radio Mix]" | Brett James, Christopher Lindsey, Aimee Mayo, Thomas Verges | John Shanks       | 4:24              |
| 17.               | "Satellite"                                         |                                                             |                   | 3:28              |

| Bài hát chưa phát hành | Bài hát chưa phát hành | Bài hát chưa phát hành |
| STT                    | Nhan đề                | Thời lượng             |
| ---------------------- | ---------------------- | ---------------------- |
| 1.                     | "Happily Never After"  | 4:19                   |
| 2.                     | "Evergreen"            | 3:28                   |
| 3.                     | "Sick As My Secret"    | 3:24                   |

### Bonus DVD
| STT | Nhan đề                                    | Thời lượng |
| --- | ------------------------------------------ | ---------- |
| 1.  | "Inconsolable" (video)                     |            |
| 2.  | "The Making of "Inconsolable""             |            |
| 3.  | "Helpless When She Smiles" (video)         |            |
| 4.  | "The Making of "Helpless When She Smiles"" |            |
| 5.  | "9 Days In Tokyo" (Documentary)            |            |

## Xếp hạng
| Bảng xếp hạng                              | Vị trí cao nhất | Chứng nhận | Doanh số |
| ------------------------------------------ | --------------- | ---------- | -------- |
| Argentinian Albums Chart                   | 6               | [ 7 ]      |          |
| Australian ARIA Albums Chart               | 25              |            |          |
| Austrian Albums Chart                      | 21              |            |          |
| Canadian Albums Chart                      | 2               | Vàng       | 50.000+  |
| Finnish Top 40 Albums                      | 27              |            |          |
| German Albums Chart                        | 4               |            |          |
| Indian Album Charts                        | 9               |            |          |
| Irish Albums Chart                         | 26              |            |          |
| Italian Albums Chart                       | 15              |            |          |
| Japan Oricon Album Chart                   | 1               | Bạch kim   | 400.000+ |
| Japan Oricon International Album Chart     | 1               | Bạch kim   | 400.000+ |
| Japan Soundscan Total Album Ranking Top 20 | 1               | Bạch kim   | 400.000+ |
| Dutch Albums Chart                         | 10              |            |          |
| Mexican Albums Chart                       | 24              |            |          |
| Portugal Albums Top 30                     | 18              |            |          |
| G-Music Western Chart Top 20 (Đài Loan)    | 1               | [ 19 ]     |          |
| Russian Albums Chart                       |                 | Vàng       | 10.000+  |
| Singapore Albums Chart                     | 4               |            |          |
| Hanteo Chart Weekly Pop (Hàn Quốc)         | 2               |            |          |
| Spain Albums Top 100                       | 7               | [ 34 ]     |          |
| Swedish Top 60                             | 28              |            |          |
| Swiss Albums Chart                         | 6               |            |          |
| UK Albums Chart                            | 21              | [ 37 ]     |          |
| Billboard 200                              | 7               |            | 200.000+ |
| Billboard Top Digital Albums               | 7               |            | 200.000+ |
| Turkish Albums Chart                       | 1               |            | 200.000+ |

## Lịch sử phát hành
| Khu vực     | Ngày                 |
| ----------- | -------------------- |
| Nhật Bản    | 24 tháng 10 năm 2007 |
| Bỉ          | 26 tháng 10 năm 2007 |
| Phần Lan    | 26 tháng 10 năm 2007 |
| Đức         | 26 tháng 10 năm 2007 |
| Ý           | 26 tháng 10 năm 2007 |
| Hà Lan      | 26 tháng 10 năm 2007 |
| Na Uy       | 26 tháng 10 năm 2007 |
| Ba Lan      | 26 tháng 10 năm 2007 |
| Thụy Điển   |                      |
| Úc          | 27 tháng 10 năm 2007 |
| Áo          | 27 tháng 10 năm 2007 |
| Đan Mạch    | 27 tháng 10 năm 2007 |
| Ireland     | 27 tháng 10 năm 2007 |
| New Zealand | 27 tháng 10 năm 2007 |
| Thụy Sĩ     |                      |

| Khu vực        | Ngày                 |
| -------------- | -------------------- |
| Cộng Hòa Séc   | 29 tháng 10 năm 2007 |
| Pháp           | 29 tháng 10 năm 2007 |
| Hy Lạp         | 29 tháng 10 năm 2007 |
| Bồ Đào Nha     | 29 tháng 10 năm 2007 |
| Tây Ban Nha    | 29 tháng 10 năm 2007 |
| Ukraina        | 29 tháng 10 năm 2007 |
| Vương quốc Anh |                      |
| Canada         | 30 tháng 10 năm 2007 |
| México         | 30 tháng 10 năm 2007 |
| Hoa Kỳ         | 30 tháng 10 năm 2007 |
| Israel         | 31 tháng 10 năm 2007 |
| Thái Lan       | 31 tháng 10 năm 2007 |

| Khu vực     | Ngày                 |
| ----------- | -------------------- |
| Trung Quốc  | 2 tháng 11 năm 2007  |
| Hồng Kông   | 2 tháng 11 năm 2007  |
| Philippines | 2 tháng 11 năm 2007  |
| Malaysia    | 2 tháng 11 năm 2007  |
| Đài Loan    |                      |
| Việt Nam    |                      |
| Nga         | 5 tháng 11 năm 2007  |
| Brasil      | 10 tháng 11 năm 2007 |
| Indonesia   | 16 tháng 11 năm 2007 |
| Ấn Độ       | 22 tháng 11 năm 2007 |
| Hàn Quốc    | 22 tháng 11 năm 2007 |
| Singapore   | 22 tháng 11 năm 2007 |